# اشک‌های واقعی
اشک‌های واقعی (به ژاپنی: トゥルーティアーズ  Turū Tiāzu) یک سری داستان مصور ژاپنی توسعه یافته توسط لاکریما است.
اشک‌های واقعی وارد رسانه‌های دیگر نیز شده‌است.
یک سری مانگا از این داستان بین ۱۰ سپتامبر ۲۰۰۵ تا ۲۱ آگوست ۲۰۰۶ توسط هنرمند ژاپنی آساکی طراحی شده و در کومی دیجی چاپ شده‌است.
یک مجموعه انیمه ۱۳ قسمتی نیز توسط استودیو پی.ای.ورکز از این داستان ساخته شده و از ۵ ژانویه ۲۰۰۸ تا ۲۹ مارس ۲۰۰۸ از شبکه تی‌وی کاناگاوا در ژاپن پخش شده‌است.